# Ecsenius axelrodi
Ecsenius axelrodi är en saltvattenlevande art i familjen slemfiskar (Blenniidae) som beskrevs av Springer 1988. Som fullvuxen blir den knappt 6 cm lång. Den förekommer i de centrala delarna av västra Stilla Havet vid korallrev kring Amiralitetsöarna, Indonesien, Palau, Papua Nya Guinea och Salomonöarna. Inga underarter finns listade.
Ecsenius axelrodi har i ryggfenan 12 taggar och 12 till 14 mjuka fenstrålar. Antalet taggar i analfenan är 2 och därtill kommer 14 till 16 mjuka strålar.
Full utvecklade exemplar lever ensam eller i mindre grupper. Äggen läggs antingen på havets botten eller de fästas på föremål. Därför har äggen en klibbig skiva. Nykläckta ungar äter plankton.
Arten lever nära koraller och branta klippor i klart vatten upp till 15 meter under havsytan. I sällsynta fall når den ett djup av 30 meter.
För beståndet är inga hot kända och populationen anses vara stabil. IUCN listar arten som livskraftig (LC).